# خانه صمصام نظام
خانه صمصام نظام مربوط به اواخر دوره قاجار است و در نهاوند، خیابان فجر اسلام، کوچه حیدری واقع شده و این اثر در تاریخ ۲۵ اسفند ۱۳۸۰ با شمارهٔ ثبت ۵۰۴۲ به‌عنوان یکی از آثار ملی ایران به ثبت رسیده است. سهراب خان ملقب به صمصام نظام فرزند حسین خان سرهنگ اولین سرهنگ فوج نهاوند بوده و معاصر با ناصرالدین شاه ،مظفرالدین شاه ومحمدعلی شاه قاجار می زیسته است. سهراب خان صمصام نظام پس از پدرش فرماندهی فوج نهاوند را برعهده داشته است.